# The Flag of His Country
The Flag of His Country er en amerikansk stumfilm fra 1910.